# Sclerocoelus andensis
Sclerocoelus andensis är en tvåvingeart som beskrevs av Marshall 1997. Sclerocoelus andensis ingår i släktet Sclerocoelus och familjen hoppflugor. Inga underarter finns listade i Catalogue of Life.